# Daniel Alick
Daniel Alick (30 luglio 1982) è un ex calciatore vanuatuano, di ruolo difensore.

## Carriera

### Club
Ha sempre giocato nel campionato di casa.

### Nazionale
Conta 15 presenze con la maglia della propria Nazionale.